# Joy Ride: Dead Ahead
Joy Ride: Dead Ahead is een Amerikaanse thriller-horrorfilm uit 2008 onder regie van Louis Morneau. De productie is een direct-naar-dvd vervolg op Joy Ride uit 2001, geregisseerd door John Dahl. Evenals in het eerste deel is de psychopathische vrachtwagenchauffeur en seriemoordenaar Rusty Nail verantwoordelijk voor de ontberingen van de hoofdpersonages, hoewel die ditmaal vertolkt wordt door Mark Gibbon in plaats van Ted Levine.

## Verhaal
De zussen Kayla (Laura Jordan) en Melissa 'Mel'  (Nicki Aycox) rijden samen met laatstgenoemdes verloofde Bobby (Nick Zano) naar Las Vegas om daar samen een vrijgezellenfeest te vieren. Ze zijn met oma's oude Chrevolet Caprice op weg gegaan in plaats van met het vliegtuig, zodat de zussen tijdens de reis wat tijd samen door kunnen brengen. Bij een tankstation blijkt Kayla een verrassing te hebben als ze daar Nik (Kyle Schmid) ontmoeten en hij ook meegaat. Kayla ontmoette hem op MySpace en kent hem alleen daarvan, maar wil niet zonder partner op het vrijgezellenfeest aankomen omdat Brad daar ook heen komt, die haar dumpte. Nik wijkt als zelfbenoemd emo-punktype alleen nogal af van de andere drie. Hij haalt voortdurend practical jokes uit en jaagt iedereen op stang die binnen zijn gezichtsveld komt.
Nadat Nik in een eettent vol vrachtwagenchauffeurs de trucker in zijn algemeen belachelijk heeft staan maken, gaan ze de weg weer op, maar begeeft hun oude auto het. Ze gaan te voet verder en komen zo bij een houten, amper onderhouden huis, waarvan niet duidelijk is of er nog iemand woont. In de garage staat niettemin een Chevrolet Chevelle in perfecte staat, met de sleutel erin en de benzinetank vol. Het viertal besluit deze te lenen en later terug te brengen, maar Mel laat toch een briefje achter voor de eigenaar. Daarop schrijft ze haar telefoonnummer, wat uitleg en de belofte dat ze de auto heelhuids terugbrengen.
Wanneer ze ergens stoppen om te eten, keert Bobby niet terug van het toilet. Net wanneer Mel zich zorgen gaat maken, gaat haar telefoon. Het is trucker Rusty Nail (Mark Gibbon). Het is zijn auto die ze hebben geleend. Hij maakt zich niet zo druk om het voertuig, maar wil een spel met ze spelen. Hij heeft Bobby gevangengenomen in zijn vrachtwagen en als ze hem ooit terug willen zien, moeten ze meespelen. Nail blijkt in het truckerscafé gezeten te hebben waar ze stopten en heeft alle denigrerende opmerkingen over zijn slag gehoord. Deze dienen nu als inspiratie voor een reeks sadistische opdrachten waaraan de groep moet voldoen als ze Bobby terug willen.
Kayla probeert Nail nog om de tuin te leiden wanneer hij haar afgehakte middelvinger eist, die ze eerder opstak naar zijn truck. Ze knipt een vinger af van een lijk in het mortuarium en laat Mel die inleveren als 'haar' vinger. Nail benadrukt niettemin de ernst van zijn spel door te vertellen dat hij hun list doorziet, Bobby's vinger met een betonschaar af te knippen en die in hun handschoenenkastje achter te laten om het verschil tussen een 'dode' en een 'verse' vinger te etaleren. Hierdoor bestaat er geen twijfel meer dat ze Nails volgende opdrachten bloedserieus dienen te nemen.

## Trivia
- Regisseur Morneau maakte eerder een vervolg op een door iemand anders geregisseerde thriller-horrorfilm toen hij in 2003 The Hitcher II: I've Been Waiting uitbracht. Daarin staat evenals in Joy Ride: Dead Ahead een conflict met een psychopaat op de snelweg centraal.